# Oskar Holweck
Pour les articles homonymes, voir Holweck.
Oskar Holweck, né le 19 novembre 1924 à Saint-Ingbert et mort en 2007 dans la même ville, est un artiste allemand.

## Biographie
Oskar Holweck naît le 19 novembre 1924 à Saint-Ingbert. Il passe son enfance dans cette ville puis fait son service militaire à Trêves. Il est envoyé au front et revient ensuite dans la Sarre. Il étudie à l'école des arts et métiers de Sarrebruck de 1946 à 1949 et suit notamment les cours du professeur Boris Kleint. Ce dernier a diffusé dans ses cours les leçons du Bauhaus et particulièrement les idées de Johannes Itten et László Moholy-Nagy. Holweck devient alors son assistant et continue ensuite à l'Ecole des arts appliqués à l'industrie de Paris et à l'Académie de la Grande Chaumière de 1949 à 1951,. En 1956 il enseigne à l'école des arts et métiers de Sarrebruck.
Dans les années 1950, il se rapproche et rentre dans des groupes d'artistes de divers horizons, notamment le Neue Gruppe Saar, le Gruppe ZERO ou encore la Nouvelle Ecole Européenne de Lausanne. Dans le même temps, il redevient l'assistant de Boris Kleint et se marie avec Getrud Oberhauser.  
Oskar Holweck meurt en 2007 dans sa ville natale.